# 三河大草站

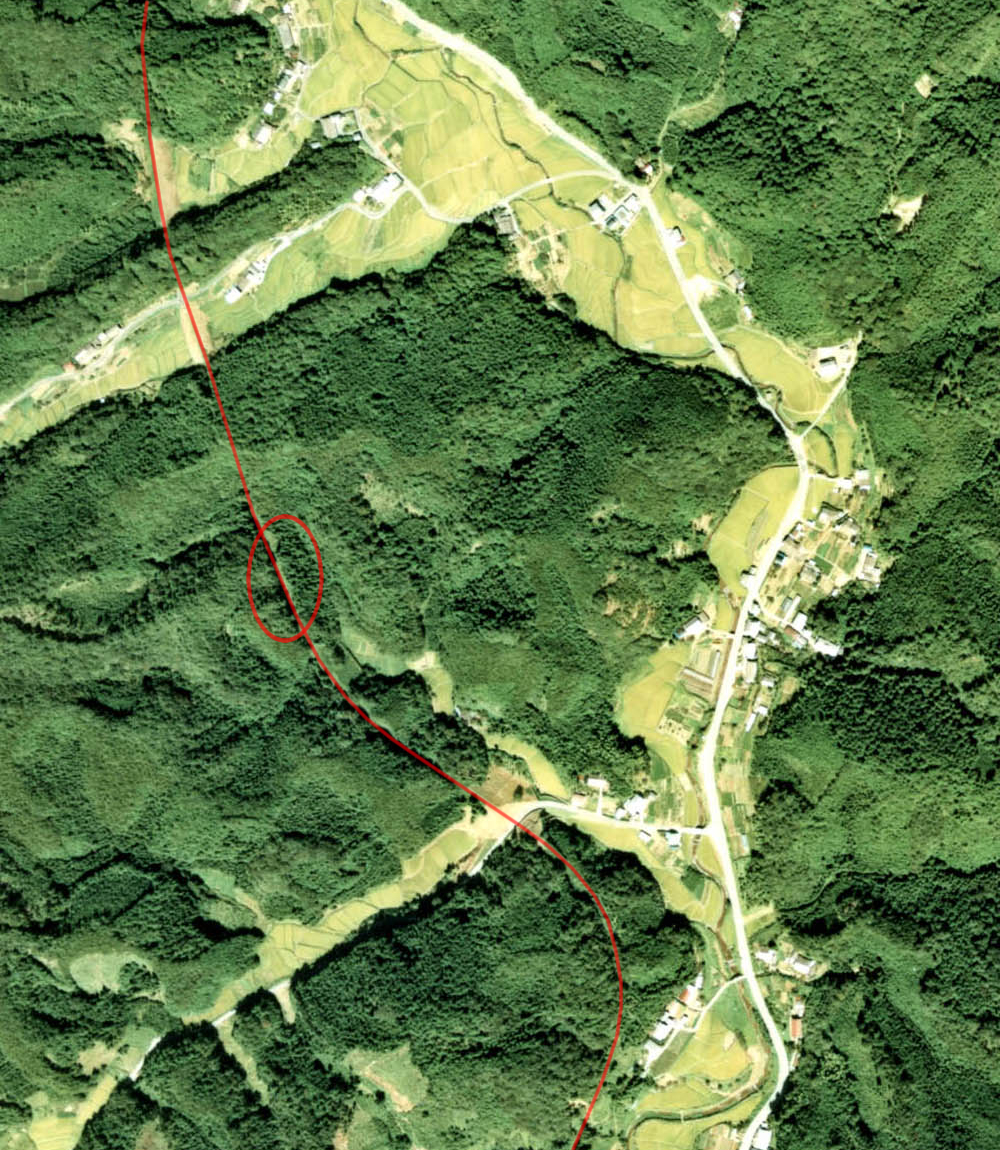
在1977年的三河大草站遺址與周邊地方。紅色圓圈的地方是車站遺址附近。紅線是田口線的廢線遺跡。

三河大草站（日语：／ Mikawa-ōkusa eki */?）是位於愛知縣南設樂郡鳳來町（現時：新城市）富保，豐橋鐵道田口線的鐵路車站（廢站）。

## 概要
三河大草站在1930年（昭和5年）4月13日，田口鐵道的時代啟用。
田口鐵道是連接現時JR飯田線本長篠站與北設樂郡設樂町之間的鐵路。當中第一期線，即本長篠站至三河海老站之間區間於1929年（昭和4年）開通。當時三河大草站還未啟用，後來在路線開通1年後才啟用。而此站是建設在大草隧道前的山中。
在1956年（昭和31年）10月1日，田口鐵道合併至豐橋鐵道後，此站成為豐橋鐵道田口線的車站。隨著田口線廢線，此站也於1968年（昭和43年）9月1日廢除。
在廢線後，田口線安排巴士作為替代服務。截至2012年，與過往田口線走線相近的巴士路線是豐鐵巴士田口新城線。該巴士路線在愛知縣道32號長篠東榮線上行走。在車站附近所在地區富保地內之字下畑處，也有一個名為「大草」的巴士站。另一方面，車站遺址還保留了月台遺跡。
在NHK BS Premium的旅行節目中，在第910日介紹了「愛知縣新城市」，當時也介紹了此站與月台遺跡。

## 車站構造
此站是地面車站，設有1面1線的單式月台，不可進行列車交會。此站沒有車站職員當值（無人車站）。

## 使用狀況
在1957年度，乘車人次為11,000人（平均1日29人），當中約五成（6000人）為定期票的乘客。在田口線11座車站中最少人使用此站。另一方面，此站沒有貨物起卸業務。

## 相鄰車站
豐橋鐵道
田口線
本長篠－三河大草－鳳來寺

## 注腳
1. 1 2  《日本鐵道旅行地圖帳》7號，p.37-38
2. 1 2  《鳳來町誌》田口鐵道史編，p.64
3. ↑  《鳳來町誌》田口鐵道史編，p.58
4. 1 2  愛知縣東三河廣域觀光協議會「Virtual State 穂の国：田口線廃線跡を歩こう!（後編） （页面存档备份，存于）」。2012年8月7日參閱
5. ↑  Mapion電話帳 大草バス停，2012年8月7日參閱
6. ↑  白井良和. . 鐵道畫刊 (鐵道圖書刊行會). 1986-03, (461): 59 （日语）.
7. ↑  《圖錄》，p.8
8. ↑  《愛知縣統計年鑑》昭和34年版，p.386

## 相關項目
- 日本鐵路車站列表 Mi